# Pneumonia control programs

Dans le sillage du New Deal, les Pneumonia control programs sont un vaste programme de santé publique aux États-Unis, des années 1930 au début des années 1940, visant à soigner la pneumonie, alors un problème de santé publique majeur. Il a été initié avant les antibiotiques et s'est d'abord appuyée sur la sérothérapie, ensuite les sulfamides, les premiers antibactériens.
Fondé sur l'utilisation d'un antisérum antipneumococcique, le programme visait aussi à former les médecins et à sensibilisé le public.

## La pneumonie
Les infections virales des voies respiratoires supérieures sont souvent compliquées par des maladies bactériennes plus graves, comme la pneumonie. Bien que le virus de la grippe soit le plus souvent évoqué dans ce contexte, les virus impliqués dans le rhume banal sont aussi évoqués. En cas d'infection par un virus respiratoire, des facteurs tels que la vieillesse, une faible déficience immunitaire et une mauvaise nutrition, peuvent permettre une maladie respiratoire plus grave comme la bronchiolite ou la pneumonie, et moins fréquemment entraîner la mort.

## Situation antebellum
L’immunologie est devenue une science au cours des dernières décennies du XIXe siècle, suite à l’avènement de la théorie microbienne des maladies,. La fin des années 1880 et le début des années 1890 ont été témoins du début de l’attaque médicale contre ces agents pathogènes grâce à l’immunologie humorale appliquée. En 1894, Émile Roux et ses collaborateurs ont mis au point, à partir de sérum de cheval vacciné contre la diphtérie, une méthode de traitement, la sérothérapie, par la suite utilisée contre le tétanos. En 1913, la sérothérapie dirigée contre le pneumocoque a pris son essor au sein du Rockefeller Institute (en) qui a reclassé les pneumocoques en quatre « types » sérologiques et s'est attaché à combattre le type I avec du sérum de cheval.
Une épidémie de rougeole s'est produite aux États-Unis en 1917-1918, au sein des camps militaires de l'armée américaine, dont l'histoire généralement a été éclipsée par la pandémie grippale de l'année 1918. Elle a fait plus de 3 000 morts dont beaucoup de bronchopneumonies. Une vaste enquête menée à l’échelle de l’armée, et impliquant des centaines de médecins et de scientifiques a montré que l’épidémie mortelle était due à une copathogénèse virale-bactérienne associée à des portages nasopharyngé de streptocoques virulents. C'est un des cas unique et bien documenté de pandémie avant l'arrivée des antibiotiques. En 1917, la bronchopneumonie était considérée comme un diagnostic pathologique post-mortem plutôt que comme une description clinique, et son association avec une maladie respiratoire virale épidémique n'était pas pleinement appréciée. L'importance du nombre de pneumonies a amené un observateur à déclarer qu'aucun patient n'était décédé de la rougeole. Alors que la sérothérapie n'était pas encore arrivée à maturité (des sérums de chevaux hyperimmuns antistreptococciques ont été administrés par voie intraveineuse ou intrapleurale avec peu ou pas de bénéfice) et que les antibiotiques n'étaient pas encore disponibles, le traitement de la pneumonie visait à prévenir et à gérer rapidement les complications. Un traitement à base de digitaline et d'analeptiques cardiaques (caféine, camphre et épinéphrine) devait prévenir les insuffisances cardiaques. Le camphre était également utilisé pour le coryza, le camphre ou la codéine pour la toux, la morphine pour la toux ou la douleur, et le drainage ou l'opération des empyèmes. Des milliers de soldats ont été thoracotomisés pour des empyèmes consécutifs à la pneumonie et ont souffert de handicaps graves toute leur vie.
La compréhension de la copathogénèse virale-bactérienne de l'épidémie de rougeole s'est avérée cruciale des mois plus tard lorsque la pandémie de grippe espagnole a provoqué dans les mêmes camps, des milliers de pneumonies bactériennes post-grippales similaires. La majorité des décès survenus lors de la pandémie de grippe de 1918-1919 (20 et 100 millions de morts) ont résulté probablement directement d’une pneumonie bactérienne secondaire causée par des bactéries courantes des voies respiratoires supérieures.
Avant les sulfamides, et la pénicilline puis d'autres antibiotiques, jusqu'après la Seconde Guerre mondiale, les pneumonies (aux côtés de la tuberculose et des maladies vénériennes) demeuraient un grave problème de santé publique, en 1892 « une maladie auto-limitée, dont l’évolution n’était influencée en aucune façon par la médecine »: en 1931, les saignées, la digitaline, la quinine et les injections intraveineuses d'acide borique, s'étaient montrés inutiles. Alors que la variole, la diphtérie et la fièvre typhoïde avaient été combattues avec succès par la vaccination, la pneumonie ne pouvait pas être évitée. En 1930, une personne sur mille aux États-Unis était morte de pneumonie. Le seul traitement rationnel prometteur résidait dans un antisérum antipneumococcique.
À la fin des années 1920, la sérothérapie antipneumococcique spécifique de type I s’est avérée efficace dans les grands hôpitaux du Nord-Est des États-Unis, essais cliniques contrôlés collaboratifs en partie financé par la Metropolitan Life Insurance Company, qui avait perdu plus de 24 millions de dollars en prestations de décès excédentaires à la suite de l’épidémie de grippe de 1918-1919 et était devenue l’un des principaux contributeurs à la campagne contre les maladies respiratoires dans la première moitié du XXe siècle.

## Le programme

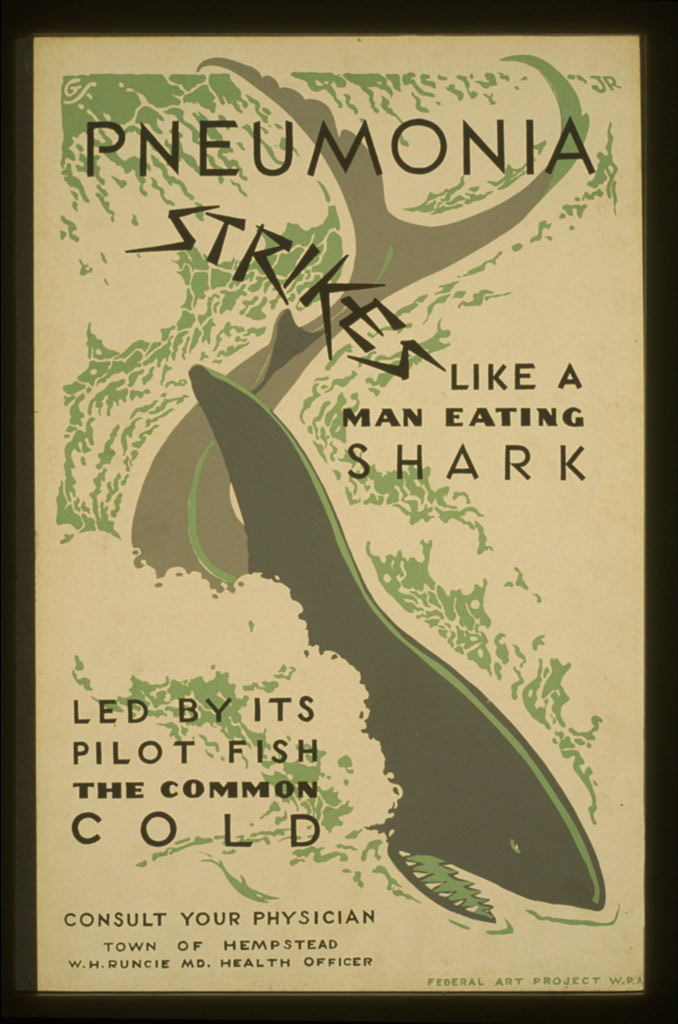
Cette affiche de 1937 du Federal Art Project de la Work Projects Administration a été créée à New York dans le cadre du pneumonia control programs, pour encourager les citoyens à consulter leur médecin pour un traitement contre le rhume. :.

Des années 1930 jusqu'au début des années 1940, dans le sillage du New Deal, les défenseurs de la santé publique aux États-Unis ont fait de la pneumonie un problème de santé publique majeur, coïncidant avec l’essor de la sérothérapie. Tous les pneumocoques n’étant pas identiques, le Rockefeller Institute a classé les pneumocoques en types I, II et III et IV, et ont procédé à la fabrication de sérums efficaces pour chacun des types,. La définition d'un programme complet — pneumonia control programs — impliquait la rééducation et l'information des médecins et des patients, une requalification du rapport de la science par rapport à l’art, de la médecine publique par rapport à la médecine privée, et des allées et venues du chevet des patients aux laboratoires de typage, hôpitaux métropolitains et centres de dépôt de sérum accessibles ; et pour coordonner l'ensemble, une administration importante sous la responsabilité de l'État. Une propagande intensive s'est mise en place ; la prévention de la pneumonie notamment impliquait la prévention de la grippe et du rhume, une propagande de 1937 titrait à cette époque de manière excessive : « Pneumonia strikes like a man eating shark led by its pilot fish the common cold » (« La pneumonie frappe comme un requin mangeur d'homme, mené par son poisson pilote, le rhume. »).

## L'avènement des antibiotiques
Le programme atteignit temporairement ses objectifs. Cependant, l’avènement des sulfamides puis de la pénicilline plus efficaces a rapidement ruiné les programmes de lutte contre la pneumonie. Alors que les partisans de la sérothérapie continuaient à justifier son coût en termes de réduction de la durée et du coût de l'hospitalisation (ou par la comparaison fatiguée avec les frais funéraires), la sulfapyridine (en), allait bientôt être déterminée par comparaison directe comme étant plus de vingt fois moins chère (3,03 $ contre 70,07 $ par patient). La pneumonie a cessé d'être un problème majeur de santé publique. Revenue dans le giron du praticien privé, elle a de plus en plus été gérée par l’utilisation de chimiothérapies moins spécifiques. Dans un contexte de moindre dépendance aux données de culture d’expectorations (typage), les appels à continuer de considérer la pneumonie avec inquiétude, ont contribué à l’extension de l’administration de sulfamides pour les infections des voies respiratoires supérieures; du sulfathiazole (en) et de la sulfapyridine (en) à titre prophylactique a été administré aux rhumes, grippes et rougeoles pour prévenir les risques de pneumonie, bien qu'ils n'aient aucun effet sur le rhume. Un praticien de Virginie s'est défendu de façon très martiale en 1941, dénonçant la surveillance centralisée de l'État:

« Ce n’est pas scientifique, dites-vous ! Souvenez-vous que nous sommes des soldats de première ligne ; […] Encore une fois, il me semble que c’est une médecine de bon sens. Que craignons-nous en cas de grippe ou d’un mauvais rhume ? La pneumonie. Que craignons-nous en cas de coqueluche et d’autres maladies contagieuses, ou postopératoires ? La pneumonie. Si une pneumonie se développe, nous avons un remède dont la valeur a été prouvée. Pourquoi attendre ? Pouvez-vous dire quand une pneumonie va se développer ? Si elle se développe, vous utiliseriez le sulfathiazole ou la sulfapyridine en toute confiance. Alors pourquoi ne pas prendre le dessus sur ces petites bactéries coriaces ? Tuez-les avant qu’elles ne prennent pied. Pourquoi attendre l’attaque ? Bombardez leurs ports de canal ! Éliminez leurs bases d’approvisionnement ! Empêchez-les de se propager dans le sang ; Répondez à la force par la force »

## Résistance aux  antibiotiques
Bon nombre des dilemmes auxquels sont confrontés les défenseurs de la santé publique en ce qui concerne les infections des voies respiratoires – de la surprescription d’antibiotiques à la sous-utilisation apparente du vaccin pneumococcique polysaccharidique (en) – remontent à leurs origines après la Seconde Guerre mondiale.
Les bénéfices potentiels d'une thérapie « prophylactique » par sulfamide dans les infections des voies respiratoires supérieures ne se sont pas concrétisés, mais il est devenu évident pour certains cliniciens que ces pratiques allaient à conduire à des organismes résistants. Les recommandations des instances publiques concernant la surprescription des sulfamides puis des antibiotiques vont se heurter à la liberté de prescription des praticiens privés: la « république de la science » incarnée par les praticiens autonomes à l’ère du médicament miracle.
La disparition virtuelle du rhumatisme articulaire aigu aux États-Unis est souvent attribuée à l’utilisation excessive d’antibiotiques qui étaient administrés pour le rhume et qui ont accessoirement éradiqué de nombreux streptocoques potentiellement nocifs (des infections qui seraient restés asymptomatiques en cas d'immunocompétence, ce qui se produit la plupart du temps).
Le début des années 1990 a été témoin d’une augmentation particulière (bien que progressive) de la résistance pneumococcique à la pénicilline et aux représentants d’autres classes d’antimicrobiens, perçue comme découlant en grande partie de la surconsommation d’antibiotiques. Comme cela avait été le cas six décennies plus tôt, des partenariats efficaces impliquant les cliniciens, les responsables de la santé publique et les patients ont été réclamés, ainsi que des programmes de contrôle institutionnels des antibiotiques. La pneumonie est redevenu un problème de santé publique,.
L’administration d’antibiotiques pour le rhume est généralement aujourd'hui condamnée, principalement parce qu'elle conduit à une résistance aux antibiotiques ; cependant c'est au détriment de rares patients dont l'infection streptococcique non traitée conduirait à une fièvre rhumatismale ou à une glomérulonéphrite.

## Le développement des sociétés pharmaceutiques
Merck (sulfapyridine) et Lederle (filiale de American Cyanamid, qui a développé la sérothérapie puis deviendra le plus gros fabricant au monde de sulfamide), ont contribué à façonner les interprétations des cliniciens dans l'éventail déroutant de la littérature antipneumococcique, ainsi qu'assuré la transition thérapeutique du sérum au sulfamide. Une révolution du marketing pharmaceutique dans l'après Seconde Guerre mondiale était en marche, s'accompagnant d'une révolution des produits pharmaceutiques (dont les sulfamides ont été l'un des fers de lance). Avant qu'un marché sécurisé ne soit mis en place pour les sulfamides, un empoisonnement de masse à l'élixir sulfanilamide en 1937 a été le déclencheur d'un changement radical dans la manière de distribuer les médicaments.